# Povl Mark
Povl Sørensen Mark, född 19 juni 1889, död 18 januari 1957, var en dansk gymnast.
Mark tävlade för Danmark vid olympiska sommarspelen 1912 i Stockholm, där han var med och tog silver i lagtävlingen i svenskt system. 